# داميان وايتهيد
داميان وايتهيد (بالإنجليزية: Damien Whitehead)‏ (24 أبريل 1979 في المملكة المتحدة - ) هو لاعب كرة قدم بريطاني في مركز الهجوم. لعب مع درودا يونايتد وماكليسفيلد تاون ونادي كوليرين وInstitute F.C. ‏ ونادي فين هاربز وWarrington Town F.C. ‏ ونورثويتش فيكتوريا وليه جنيسيس ‏ وNewry City F.C. ‏ وOmagh Town F.C. ‏.

## وصلات خارجية
- داميان وايتهيد على موقع قاعدة بيانات كرة القدم.إي يو (الإنجليزية)
- داميان وايتهيد على موقع Soccerbase.com (لاعب) (الإنجليزية)